# Nueva Rosita
Nueva Rosita è un centro abitato del Messico, situato nello stato di Coahuila, capoluogo del comune di San Juan de Sabinas.